# Llibre de Rut
El llibre de Rut és un dels llibres de l'Antic Testament, anomenat així per l'heroïna Rut, considerada una jueva exemplar per la pietat mostrada amb la seva sogra. Narra la història de la família d'aquesta dona, besàvia del rei David.

## Característiques
És un dels llibres més breus de la Bíblia i el seu autor és desconegut (és un dels pocs que podria haver estat escrit per una dona, pel punt de vista adoptat). Es creu que va ser escrit en tornar de l'exili de Babilònia, entre el 900 aC i el 500 aC. El nom de Rut ("companya") probablement no és històric, sinó que es tracta d'una història moral.

## Interpretació
El llibre ha estat vist com un exemple per intervenir en la polèmica sorgida després del retorn de l'exili entre els que volien mantenir la "puresa" de la raça jueva prohibint els matrimonis mixtos i aquells que afirmaven que era necessari en les noves circumstàncies. Presentant Rut, del poble de Moab, com una dona plena de virtuts (entre les quals destaca l'obediència), l'autor s'adhereix a la segona línia.

## Propòsit
Les intencions principals del llibre són:
a) Demostrar que hi havia bondat i fidelitat de Jahvè a Israel durant el període cruel i desenfrenat dels jutges. No tots els hebreus es van abandonar a la idolatria, la concupiscència i el vessament de sang que imperava aleshores. Ross comenta: "aquesta formosa òrbita ens pinta un quadre de les santes benediccions que descendeixen sobre la vida social i domèstica de qualsevulla època, quan prevalen una fe senzilla en Déu i una mor sincer al proper."
b) Revelar la providència divina. Déu en els seus inescrutables designis, permet grans mals per portar bé als seus, i s'interessa en les coses més ordinàries de la vida diària. Àdhuc per a les persones menys importants. Tot i que la tragèdia de la família d'Elimèlec va ser dolorosa i nombroses les desgràcies, Jahvè recompensà àmpliament la pietat de Noemí i la bondat de Rut.
c) Proporcionar una lliçó missionera, demostrant de quina manera una dona gentil es va convertir en la seguidora del Déu vertader i com s'incorporà a la vida del poble de Déu. En Déu no hi ha accepció de races, Ell pren sota seu la protecció dels estrangers que també confien en Ell.
d) Demostrar de quina manera David descendia d'una dona que se salvà no per la seva raça, sinó per la seva fe.
Gairebé tots els comentaristes consideren el Llibre de Rut com un assaig sobre la sobirania de Jahvè que destaca la seva misericòrdia i narra el final feliç d'una història que comença amb una escena de fam, mort i desconsol. Malauradament, aquestes observacions es fan sovint invocant els laments reiterats de Noemí, qui es queixava amargament que la mà de Déu s'havia aixecat en contra d'ella. Dues vegades, en els seus laments, Noemí empra el terme «Totpoderós» per referir-se a Déu, fent èmfasi en què el seu irresistible poder s'havia tornat en contra d'ella. Tanmateix, no cal presumir que el punt de vista de Noemí hagi de ser acceptat com una revelació espiritual cridada a convertir-se en doctrina. Ans al contrari, es comprenen millor les seves paraules com una expressió d'humana perplexitat recollida per la història. Aquest aclariment, a l'hora de considerar les paraules de Noemí, sembla imprescindible per a una sana interpretació del text. Atribuir a la intenció o a la mà de Déu els desastres que apareixen en aquest llibre no concorda amb la revelació que ofereix l'Escriptura, en el seu conjunt, sobre la natura divina. La fam era un subproducte natural del pecat, un càstig que el poble s'imposà a si mateix per la seva desobediència. El Senyor els havia advertit que la pròpia terra es tornaria en contra seva si li eren infidels. Encara més, la decisió d'Elimèlec de traslladar-se amb la seva família als camps de Moab no es presenta com un fruit d'indicació divina, sinó de la seva pròpia elecció. Per què, doncs, suggerir que els esdeveniments que ocorregueren a continuació (la seva mort i la dels seus fills) es van deure a la providència divina? Hi ha una altra raó per afirmar que aquests infortunis, tot i que no escapaven a l'omnisciència divina, no constituïen un càstig de Déu, sinó el resultat natural de circumstàncies alienes a la promesa divina. La protecció de Jahvè és per a aquells que es mantenen obedients en l'heretat que d'Ell han rebut. Per tant, Noemí representa quelcom més que una teologia folklòrica. Tot i que òbviament era una dona sincera i creient, es revela vulnerable en la pràctica comuna de culpar Déu d'aquells esdeveniments que allunyen, causen la mort o perjudiquen la seva gent, i davant dels quals la humanitat indefensa no sap què fer. L'Escriptura, però, revela, a través de la integritat del seu missatge, que tals infortunis no procedeixen directament de Déu, sinó que són el resultat del càstig que pesa sobre els éssers humans pel pecat original o el fruit de la carn quan decideix seguir els seus propis camins, no importa si amb una voluntat maliciosa o per innocència, o a conseqüència de l'assalt directe del gran adversari de l'home, el Dimoni.